# 히가시이즈모정
히가시이즈모정(일본어: 東出雲町)은 시마네현의 북동쪽에 위치하며 나카우미호의 남쪽에 있던 야쓰카 군의 정이다. 2011년 8월 1일, 마쓰에시에 편입합병되어 소멸하였다.

## 역사
- 1954년 4월 - 이야 정, 이아즈마 촌, 아다카에 촌이 합병해 탄생하였다.

## 교통

### 철도
- 서일본 여객철도 산인 본선

### 도로
- 산인 자동차도
- 국도 9호선

## 자매 도시
- 일본 히로시마현 오노미치시